# La Débâcle
La Débâcle es una novela de Émile Zola publicada en 1892, la penúltima de la serie de Les Rougon-Macquart. La historia se desarrolla en el contexto de los acontecimientos políticos y militares que terminaron con el reinado de Napoleón III y el Segundo Imperio en 1870, en particular la Guerra Franco-Prusiana , la batalla de Sedán y la Comuna de París . La novela ha sido traducida como La debacle y The Downfall 
La novela comienza en el verano de 1870, cuando, después de graves tensiones diplomáticas, Francia declaró la guerra a Prusia (el núcleo de Alemania, que luego emergía como una nación entre varias ciudades, regiones y principados dispares). Los franceses esperaban lograr una victoria rápida marchando sus ejércitos hacia el este, directamente a Berlín. En cambio, los ejércitos prusianos cruzaron el Rin antes que los franceses, derrotaron al ejército francés del Rin e invadieron Francia.
La novela es la más larga de la serie Rougon-Macquart. Su personaje principal es Jean Macquart, un granjero que, después de haber perdido a su esposa y su tierra (cuyos eventos se describen en la novela La Terre ), se ha unido al ejército para la campaña de 1870. El tema principal es la brutalidad de la guerra para el común. Soldado y para la población civil, ya que se ve afectada por las pérdidas de familiares y amigos y por las dificultades económicas. Está escrito en tres partes.
En la primera parte, el cuerpo del ejército francés en el que Jean Macquart es un cabo se desplaza a la parte sur del valle del Rin, solo para retirarse a Belfort y ser trasladado en tren de regreso a París y luego a Reims sin haber visto batalla, en una reacción a la noticia de la aplastante derrota de otro cuerpo en la región de Alsacia , seguido por un avance prusiano, que se desplazó hacia el oeste a través de las montañas de los Vosgos. La creciente desmoralización y la fatiga de los soldados franceses a medida que se les manda de un lado a otro en maniobras irrelevantes y que llevan mucho tiempo se describen de manera conmovedora. Una creciente desorganización del ejército se hace evidente, ya que es incapaz de mover alimentos y equipos a donde se necesita. El cuerpo del ejército de Jean se traslada luego a Reims, desde donde se supone que debe marchar hacia la ciudad de Metz , en el este de Francia, donde los prusianos asedian a otro ejército francés. Como reacción a la presión y los movimientos de los prusianos, la marcha se desvía de su objetivo original hacia el norte y el ejército francés termina en los alrededores de la ciudad de Sedan, en el valle del río Mosa, cerca de la frontera con Bélgica. Mientras tanto, Jean se ha hecho amigo de Maurice, un soldado cuya hermana Henriette vive en Sedan.
La segunda parte describe la batalla de sedán. Durante esta batalla, el ejército prusiano logra rodear Sedan y mover su artillería a las colinas que rodean la ciudad, atrapando a los franceses en el valle en una posición desesperada. El ejército francés no logra romper el cerco. La parte describe la batalla vista por los protagonistas, Jean, Maurice, Henriette y Weiss, su esposo, un civil, que muere defendiendo su casa contra los prusianos mientras invaden su aldea. La batalla termina con el ejército francés siendo devuelto a Sedan y capitulando ante la amenaza de los prusianos de destruir Sedan (con la gente que contiene, civiles y ejército) por medio de la artillería. El emperador y el ejército francés en Sedan se convierten en prisioneros de guerra.
En la tercera parte de la novela, el ejército francés se mantiene prisionero durante una semana, después de lo cual se marchó a Alemania. Jean y Maurice logran escapar. Jean es herido durante la fuga y termina en el vecindario de Sedan, donde Henriette lo esconde, quien también se encarga de su tratamiento médico, la curación toma hasta el invierno. Después de un tiempo, Maurice se traslada a París, que luego está rodeado por los prusianos durante el invierno y principios de la primavera de 1871. En la primavera de 1871, Jean se ha unido al ejército francés al servicio de un nuevo gobierno, que ha negociado una Armisticio con los prusianos. Un levantamiento popular tiene lugar en París, alimentado por la humillación del armisticio. El gobierno francés logra romper el levantamiento, durante el cual Jean hiere mortalmente a Maurice, que lucha al lado de los insurgentes. La novela termina reuniendo a tres de sus personajes principales: Jean, Maurice, el moribundo y su hermana Henriette, que viajó a París después de haber perdido el contacto con su hermano durante más de dos meses.